# 林逸筑
林逸筑（1984年1月26日—2012年4月6日），新北市人，知名平面模特儿。

## 生平

### 杂志模特
林逸筑，女生，曾担任限制级性感男性杂志的封面写真艳模特林逸筑，《尤物》当时写着，即使像小筑这种“拥有绝杀外型的女恐怖份子”，其实“只是需要被聆听的”。对照林逸筑以自杀结束生命，令人格外感慨。。

### 逝世
林逸筑患有轻度忧郁症，加上近日来和男友吵架，她发完短信“你超屌，有人为你死”、“掰了我的爱”之后，在新北市芦洲区住处楼顶跳楼逝世。

## 评价
林逸筑自谓：“我也没坏到像恐怖份子一样，我比较像蔷薇，带刺但是不伤人，花茎上的刺仅是伪装。”，“所以玩咖就别找我了，我才是脆弱容易受伤的人，嘻！”
《尤物》称她是：“外表冶艳、作风大胆的新生代都会女子”。